# Johannes Wilhelm Peters
Johannes Wilhelm (Hans) Peters (ur. 10 grudnia 1927 w Uedem, zm. 27 kwietnia 1999) – niemiecki polityk, samorządowiec i działacz związkowy, poseł do Parlamentu Europejskiego I, II i III kadencji, wiceprzewodniczący PE III kadencji.

## Życiorys
Przyuczał się do zawodu szewca. Podczas II wojny światowej walczył i dostał się do niewoli. Od 1951 pracował jako górnik. Od 1955 do 1956 uczył się w akademii społecznej w Dortmundzie, kształcił się również w szkole przy Federacji Niemieckich Związków Zawodowych. Dołączył do związku zawodowego IG Bergbau und Energie, gdzie od 1961 do 1973 był sekretarzem ds. edukacji w Bochum. W latach 1973–1979 kierował administracją towarzystwa budownictwa, powiązanego ze związkami zawodowymi.
W 1955 został działaczem Socjaldemokratycznej Partii Niemiec, zasiadł w jej władzach w regionie zachodniej Westfalii. W latach 1969–1979 piastował funkcję radnego Dortmundu. W 1979, 1984 i 1989 zdobywał mandat posła do Parlamentu Europejskiego, od 1984 do 1989 był wiceprzewodniczącym delegacji SPD w Europarlamencie. Od lipca 1989 do stycznia 1992 pozostawał jego wiceprzewodniczącym, następnie zasiadał w prezydium PE. Przystąpił do grupy socjalistów, od 1993 do 1994 należał do jej prezydium. Był wiceprzewodniczącym Komisji ds. Socjalnych i Zatrudnienia (1979–1984), jak również członkiem Komisji ds. Regulaminu, Weryfikacji Mandatów i Immunitetów oraz Komisji ds. Swobód Obywatelskich i Spraw Wewnętrznych.
Kierował oddziałem Unii Europejskich Federalistów w Nadrenii Północnej-Westfalii, później był przewodniczącym (1989–1994) i członkiem zarządu (1994–1998) niemieckiego oddziału tej organizacji. Został również wiceprezydentem niemieckiego oddziału Ruchu Europejskiego i prezesem Europäische Staatsbürger-Akademie.